# Lessingstraße 4 (Mönchengladbach)

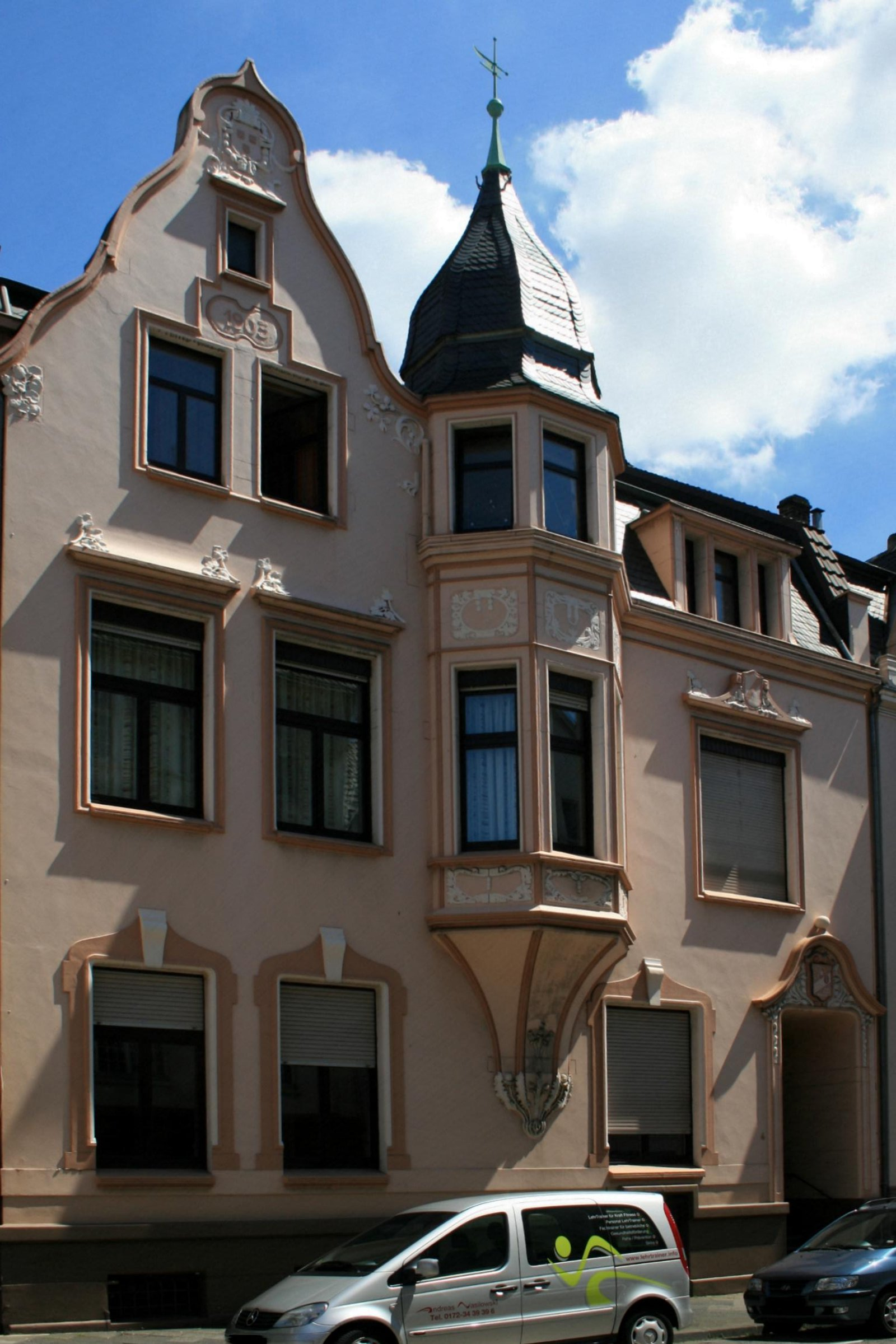
Wohnhaus (2010)

Das Wohnhaus Lessingstraße 4 befindet sich in Mönchengladbach (Nordrhein-Westfalen).
Das Gebäude wurde 1903 errichtet. Es wurde unter Nr. L 001 am 4. Dezember 1984 in die Denkmalliste der Stadt Mönchengladbach eingetragen.

## Lage
Die Lessingstraße liegt im Stadtteil Eicken und das Objekt steht innerhalb einer gepflegten Baugruppe, die aus den Häusern 2, 4 und 6 besteht.

## Architektur
Es handelt sich um ein zweigeschossiges Wohngebäude mit Mansarddach und einem in der Mitte der Fassade angebrachten Erker mit geschweifter, polygonaler und verschieferter Dachhaube. Im Ziergiebel ist das Baujahr mit der Jahreszahl 1903 zu lesen.